# Dibrivka, Mirhorod
Dibrivka (în ucraineană Дібрівка) este localitatea de reședință a comunei Dibrivka din raionul Mirhorod, regiunea Poltava, Ucraina.

## Demografie
Componența lingvistică a localității Dibrivka
     Ucraineană (95,89%)
     Rusă (3,92%)
     Alte limbi (0,1%)
Conform recensământului din 2001, majoritatea populației localității Dibrivka era vorbitoare de ucraineană (95,89%), existând în minoritate și vorbitori de rusă (3,92%).